# Roger Novaro
Roger Charles Pierre Novaro (Antibes, 15 novembre 1933 – Biot, 17 aprile 1999) è stato un calciatore francese, di ruolo centrocampista.

## Carriera
Novaro iniziò la carriera da professionista nello Stade Français nella Division 1 1953-1954, retrocedendo in cadetteria dopo il play-out perso contro il RC Paris. Dopo alcune stagioni in cadetteria, otterrà la promozione in massima serie con il suo club grazie al secondo posto ottenuto nella Division 2 1958-1959. Con i rossoblu giocherà due stagioni nella massima serie francese.
Nel 1961 scende di categoria per giocare nel Grenoble, con cui ottiene l'immediato ritorno in massima serie, grazie al primo posto nella Division 2 1961-1962. 
Con il Grenoble raggiunse nell'estate seguente la finale della Coppa delle Alpi 1962, persa contro gli italiani del Genoa che si imposero per 1-0. Al termine della Division 1 1962-1963 retrocederà con i suoi nella serie cadetta.
Terminata l'esperienza al Grenoble passa ai cadetti del Red Star, con cui otterrà la promozione in massima serie grazie al secondo posto ottenuto nella Division 2 1964-1965. La permanenza in Division 1 durerà solo un anno, poiché Novaro con i suoi chiuse la Division 1 1965-1966 al ventesimo ed ultimo posto. Nella Division 2 1966-1967 ottenne il sedicesimo posto finale.

## Palmarès

### Competizioni nazionali
- Division 2: 1

Grenoble: 1961-1962